# Nationalarchive Rumäniens
Die Nationalarchive Rumäniens (rumänisch Arhivele Naţionale ale României), bis 1996 Staatsarchive (rumänisch Arhivele Statului), sind die Nationalarchive Rumäniens, deren Zentrale in Bukarest angesiedelt ist. Sie sind dem rumänischen Innenministerium unterstellt und setzen sich aus den Niederlassungen der 41 Kreisarchive und dem Stadtarchiv Bukarest zusammen.

## Geschichte
Bis in das späte 18. Jahrhundert war es in den Donaufürstentümern Moldau und Walachei üblich, dass Archive lediglich von königlichen Kanzleien, kirchlichen Institutionen oder privat von aristokratischen Würdenträgern in den Reihen der Bojarenhierarchie unterhalten wurden. Zu den ältesten Aufbewahrungsorten für Dokumente zählen Klöster, da diese als relativ sicher galten. Für die Metropole Bukarest ist für das Jahr 1775 ein Archiv nachgewiesen, welches auch Dokumente zu Eigentum und Grundstücksgrenzen aufbewahrte.
Die Anfänge des modernen rumänischen Archivwesens gehen auf das Organische Reglement zurück, das ab dem 1. Mai 1831 in der Walachei und ab dem 1. Januar 1832 in der Republik Moldau in Kraft trat und die Grundlage für eine Verwaltung nach westlich-liberalem Vorbild schuf. Neben der Konzentrierung der wichtigen heimischen Unterlagen in den Hauptstädten Bukarest und Iași war man auch bestrebt, Abschriften aus österreichischen und russischen Archiven zu sammeln. Nach der Vereinigung der beiden Fürstentümer 1859 zum Fürstentum Rumänien wurden mit der Proklamation des Königreichs Rumänien im Jahr 1862 die Archivinstitutionen unter einer Generaldirektion mit Sitz in Bukarest zusammengeführt und waren dem Ministerium für Justiz, Kultur und öffentlichen Unterricht unterstellt.
Nach den Entwicklungen von 1918 führte die politische Vereinigung des rumänischen Staates auch dazu, dass die neuen Provinzen in die Archivstruktur integriert wurden. So erfolgte beispielsweise die Gründung eines Staatsarchivs in Cluj im Jahre 1920, später auch  Czernowitz (1924) und Chișinău (1925). 1925 trat ein neues Gesetz über die Arbeitsweise der Staatsarchive in Kraft, welches unter anderem regionale Richtlinien und eine Unterhaltung durch das Ministerium für öffentlichen Unterricht festlegte.
Im Zuge der neuen ideologischen Ausrichtung während der Zeit der Volksrepublik Rumänien und der späteren Sozialistischen Republik unterstand die Direktion, nach sowjetischem Vorbild, ab 1951 dem Innenministerium. 1996 wurde ein neues Gesetz verabschiedet, das die Tätigkeit des Archivinstituts regelte. Gleichzeitig wurde die Bezeichnung Staatsarchive durch die der rumänischen Nationalarchive ersetzt.

## Bestände
In den Archiven lagern ca. 370.000 laufende Meter Archivgut.

## Leiter und Mitarbeiter
- Gheorghe Asachi: 1832–1849, 1857–1858
- Ion Heliade-Rădulescu: 1843–1848
- Grigore Alexandrescu: 1849–1854
- Gheorghe Sion: 1855–1856
- Vasile Alecsandri: 1860–1863
- Cezar Bolliac: 1864–1866
- Constantin D. Aricescu: 1869–1870, 1871–1876
- Bogdan Petriceicu Hasdeu: 1876–1900